# Hyper-V
Microsoft Hyper-V, có tên mã là Viridian  và trước đây gọi là Windows Server Virtualization, là một hypervisor bản địa; Nó có thể tạo các máy ảo trên các hệ thống x86-64 chạy Windows. Bắt đầu với Windows 7, Hyper-V thay thế Windows Virtual PC làm thành phần ảo hóa phần cứng của các phiên bản khách hàng của Windows NT. Một máy tính chạy Hyper-V có thể được cấu hình để lộ các máy ảo riêng lẻ tới một hoặc nhiều mạng.
Hyper-V lần đầu tiên được phát hành cùng với Windows Server 2008 và đã được cung cấp miễn phí cho tất cả máy chủ Windows và một số hệ điều hành khách hàng kể từ đó.
Hyper-V cũng có trên Xbox One, trong đó nó sẽ khởi chạy cả hệ điều hành Xbox và Microsoft Windows 10.